# Thammawat Trailum
Thammawat Trailum (thailändisch ธรรมวัฒน์ ไตรล้ำ, * 17. Juli 2001) ist ein thailändischer Fußballspieler.

## Karriere
Thammawat Trailum spielte 2019 beim Pattana FC. Mit dem Verein aus Chonburi spielte er viermal in der Thailand Amateur League. 2020 wechselte er zum Viertligisten Bankhai United FC. Im gleichen Jahr unterschrieb er einen Vertrag beim Rayong FC. Der Verein aus Rayong spielte in der ersten Liga. Am Ende der Saison musste Rayong in die zweite Liga absteigen. Sein Zweitligadebüt gab Thammawat Trailum am 16. Oktober 2021 (9. Spieltag) im Auswärtsspiel gegen den Raj-Pracha FC. Hier wurde er in der 78. Minute für Theppitak Poonjuang eingewechselt. Das Spiel endete 3:3. Nach insgesamt vier Zweitligaspielen wechselte er im Dezember 2022 auf Leihbasis zum Drittligisten Bankhai United FC. Der Verein aus Ban Khai spielte in der Eastern Region der Liga. Nach 16 Ligaspielen kehrte er im Sommer 2023 nach Rayong zurück. Nach kurzer Vertragslosigkeit unterschrieb er im Januar 2024 einen Vertrag beim Bankhai United FC.